# رداگردن‌ها
رداگردن‌ها(نام علمی: Chlamydera) نام یک سرده از تیره مرغ کریچ‌ساز است.

## گونه‌ها
- مرغ کریچ‌ساز سینه‌حنایی (Chlamydera cerviniventris)
- مرغ کریچ‌ساز غربی (Chlamydera guttata)
- مرغ کریچ‌ساز بزرگ (Chlamydera nuchalis)
- مرغ کریچ‌ساز سینه‌زرد (Chlamydera lauterbachi)
- مرغ کریچ‌ساز خال‌خالی (Chlamydera maculata)